# Planaltina
Planaltina – miasto i gmina w Brazylii leżące w stanie Goiás. Gmina zajmuje powierzchnię 2543,68 km². Według danych szacunkowych w 2016 roku miasto liczyło 88 178 mieszkańców. Położone jest około 260 km na północny wschód od stolicy stanu, miasta Goiânia, oraz około 50 km na północny wschód od Brasílii, stolicy kraju.
Nie wiadomo kto i kiedy założył miejscowość Planaltina. Jako pierwsi pojawili się tu portugalscy bandeirantes w poszukiwaniu złota. Wiadomo tylko, że w 1812 roku w miejscowości znajdowały się słynna w całym rejonie rusznikarnia oraz cmentarz.
W 2014 roku wśród mieszkańców gminy PKB per capita wynosił 10 190,80 reais brazylijskich.